# Taposiris Magna
Taposiris Magna är en fornlämning i Egypten. Den ligger i guvernementet Mersa Matruh, i den norra delen av landet, 190 km nordväst om huvudstaden Kairo. Taposiris Magna ligger 14 meter över havet.
Terrängen runt Taposiris Magna är platt. Havet är nära Taposiris Magna åt nordväst. Runt Taposiris Magna är det ganska tätbefolkat, med 67 invånare per kvadratkilometer.